# Макемаке
Макема́ке (136472 Makemake по каталогу Центра малых планет, первоначально 2005 FY9) — карликовая планета Солнечной системы. Относится к транснептуновым объектам (ТНО), плутоидам. Является крупнейшим из известных классических объектов пояса Койпера.

## История открытия

### Предыстория
Несмотря на то, что Макемаке — довольно яркий объект и мог быть открыт гораздо раньше, по многим причинам этого не случилось. В частности, обнаружить транснептуновый объект при поиске астероидов и комет маловероятно, поскольку скорость движения ТНО на фоне звёзд крайне мала. Но Макемаке долгое время не могли найти ни при поисках Плутона в 1930 году, ни при специализированных поисках ТНО, начавшихся в 1990-е годы, так как поиски малых планет проводятся главным образом относительно близко к эклиптике из-за того, что вероятность обнаружить новые объекты в этой области максимальна. Но Макемаке имеет большое наклонение — на момент своего открытия он был высоко над эклиптикой, в созвездии Волосы Вероники.

### Открытие
Макемаке был открыт группой американских астрономов. В неё входили: Майкл Браун (Калифорнийский технологический институт), Дэвид Рабиновиц (Йельский университет) и Чедвик Трухильо (обсерватория Джемини). Группа использовала 122-сантиметровый телескоп имени Самуэля Ошина со 112 ПЗС-матрицами, который расположен в Паломарской обсерватории, а также специальную программу для поиска движущихся объектов на снимках.
Макемаке был впервые отмечен 31 марта 2005 года на снимке, сделанном в 6:22 UTC того же дня с помощью телескопа имени Самуэля Ошина. На момент открытия в марте 2005 года он находился в противостоянии в созвездии Волосы Вероники и имел звёздную величину 16,7 (по сравнению с 15 у Плутона). Позже объект был найден на архивных снимках, сделанных ещё в начале 2003 года. Заявление об открытии было официально опубликовано 29 июля 2005 года, одновременно с заявлением об открытии другой карликовой планеты, Эриды.

### Название
При регистрации открытия объекту было присвоено временное обозначение 2005 FY9.
Открывшая объект группа астрономов дала ему прозвище «Пасхальный кролик» (англ. Easterbunny). Майкл Браун объяснил это следующим образом:

Три года — это долгий срок, чтобы иметь только табличку с номером вместо имени, поэтому бо́льшую часть времени мы просто называли этот объект «Пасхальный кролик» в честь того факта, что он был открыт всего через несколько дней после Пасхи 2005 года.
Оригинальный текст (англ.)Three years is a long time to have only a license plate number instead of a name, so for most of the time, we simply refered to this object as «Easterbunny» in honor of the fact that it was discovered just a few days past Easter in 2005.

7 сентября 2006 года одновременно с Плутоном и Эридой он был включён в каталог малых планет под номером 136472.
В соответствии с правилами МАС, классическим объектам пояса Койпера (кьюбивано) присваивается имя, связанное с сотворением. Майкл Браун предложил назвать его в честь Маке-маке — создателя человечества и бога изобилия в мифологии рапануйцев, коренных жителей острова Пасхи. Это название было выбрано отчасти для того, чтобы сохранить связь объекта и Пасхи. 18 июля 2008 года 2005 FY9 было присвоено название Макемаке (лат. Makemake). Одновременно с присвоением названия он был включён в число карликовых планет, став четвёртой по счёту карликовой планетой и третьим плутоидом, наряду с Плутоном и Эридой.

### Символ
Макемаке не имеет официально принятого символа, подобного тем, что используются для обозначения классических планет, Цереры и Плутона, поскольку современные астрономы не испытывают потребности в таких символических обозначениях. Астрологи, напротив, активно пользуются подобными знаками при составлении астрологических карт, придумывая обозначения и для недавно открытых объектов. Так, для обозначения Макемаке в астрологическом сообществе изначально получил распространение символ , который, видимо, образован из сочетания элементов букв и цифр в предварительном обозначении объекта 2005 FY9. Через некоторое время после присвоения названия, появился символ , основанный на наскальных изображениях с острова Пасхи. Также астрологами используется символ , предложенный Генри Сельцером и изображающий человека-птицу, которым представлялся Маке-маке жителям острова Пасхи.

## Орбита

Орбиты Макемаке (голубая) и Хаумеа (зелёная), сопоставленные с орбитой Плутона (красная) и эклиптикой (серая). Перигелий (q) и афелий (Q) отмечены датами прохождения. Положение планет на апрель 2006 года отмечено сферами, иллюстрирующими относительный размер и разницу в альбедо и цвете.

Орбита Макемаке отслежена по архивным снимкам вплоть до 1955 года. Она наклонена к плоскости эклиптики под углом 29°, умеренно вытянута — её эксцентриситет равен 0,162, а большая полуось составляет 45,44 а. е. (6,8 млрд км). Таким образом, максимальное расстояние от Макемаке до Солнца составляет 52,82 а. е. (7,9 млрд км), минимальное — 38,05 а. е. (5,69 млрд км). Следовательно, периодически он может находиться ближе к Солнцу, чем Плутон, но при этом не входит внутрь орбиты Нептуна. Своим высоким наклонением и умеренным эксцентриситетом орбита Макемаке сходна с орбитой другой карликовой планеты — Хаумеа, однако она несколько дальше от Солнца по своей большой полуоси и перигелию.
Согласно классификации Центра малых планет, Макемаке относится к классическим объектам пояса Койпера (называемым также кьюбивано). В отличие от плутино, которые находятся с Нептуном в резонансе 2:3, кьюбивано обращаются на достаточном удалении от Нептуна, чтобы не подвергаться создаваемым им гравитационным возмущениям, что позволяет их орбитам оставаться устойчивыми на протяжении всего существования Солнечной системы. Такие объекты движутся вокруг Солнца по планетоподобным орбитам (они проходят близко к плоскости эклиптики и почти круговые, как у планет). Однако Макемаке — член «динамически горячего» класса классических объектов пояса Койпера, поскольку он имеет высокое наклонение по сравнению с остальными членами группы. Поэтому некоторые астрономы классифицируют Макемаке как объект рассеянного диска.

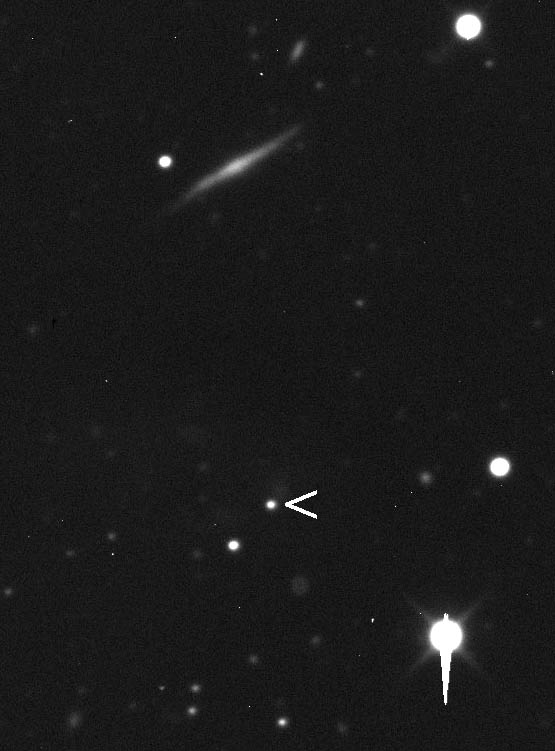
Снимок Макемаке, сделанный 26 ноября 2009 года через 61-сантиметровый телескоп (звёздная величина 16,9m)

Абсолютная звёздная величина Макемаке составляет −0,44m. Его видимый блеск в 2012 году равен 16,9m, то есть Макемаке — второй по яркости из известных объектов пояса Койпера после Плутона. Он достаточно ярок для того, чтобы его можно было заснять через мощный любительский телескоп с апертурой 250—300 мм.
Период обращения Макемаке вокруг Солнца составляет 306 лет. Соответственно, ближайшее прохождение перигелия произойдёт в 2187 году (последний раз это произошло в 1881 году). В это время его видимая звёздная величина достигнет 15,5m, что лишь немного меньше яркости Плутона, с которым они будут находиться почти на одном расстоянии от Солнца.
По расчётам, длительность полёта автоматической межпланетной станции для исследования Макемаке с пролётной траектории составила бы более 16 лет с использованием гравитационного манёвра у Юпитера. Оптимальными датами для запуска миссии считаются 21 августа 2024 года и 24 августа 2036 года.

## Физические характеристики
Размер Макемаке точно неизвестен. По приблизительной первоначальной оценке, его диаметр — три четверти от диаметра Плутона.
В 2007 году были опубликованы результаты измерения диаметра и альбедо Макемаке, выполненные при помощи инфракрасного космического телескопа «Спитцер». Согласно этим измерениям, диаметр Макемаке оказался равен 1500+400
−200 км, а альбедо — 0,8+0,1
−0,2.
Измерения размеров объекта, проведённые в 2010 году при помощи инфракрасной космической обсерватории «Гершель», показали, что его диаметр лежит в диапазоне 1360—1480 км.
Таким образом, диаметр Макемаке немного больше, чем у Хаумеа, что делает его третьим по величине транснептуновым объектом после Плутона и Эриды. Это позволяет уверенно сказать, что Макемаке достаточно велик для того, чтобы прийти в состояние гидростатического равновесия и приобрести форму сплющенного у полюсов сфероида. Поэтому он соответствует определению карликовой планеты.
Это предположение подтвердилось после наиболее точного измерения размеров Макемаке во время покрытия им очень слабой звёзды NOMAD 1181-0235723 (видимая величина 18,2m) в созвездии Волосы Вероники, произошедшего в ночь на 23 апреля 2011 года. Событие удалось зарегистрировать пяти обсерваториям в Южной Америке. В результате было установлено, что экваториальный диаметр Макемаке составляет 1502 ± 45 км, полярный — 1430 ± 9 км.
Масса Макемаке пока точно не установлена. Измерить массу объекта проще при наличии спутника, но до 2016 г. считалось, что спутников у планеты нет. Это осложняло получение точных данных о массе Макемаке. Если предположить, что его плотность равна средней плотности Плутона — 2 г/см³, то массу Макемаке можно оценить в 3⋅1021 кг (0,05 % от массы Земли). Из данных по покрытию звезды планетой получена относительно грубая оценка плотности объекта: 1,7 ± 0,3 г/см³.
Период вращения Макемаке точно не известен. В 2007 году был опубликован анализ кривой блеска, построенной при помощи телескопов в обсерваториях Сьерра-Невада и Калар-Альто. Согласно этим данным, Макемаке имеет два периода изменения блеска: 11,24 и 22,48 часов. Исследователи сочли, что второе скорее соответствует периоду вращения.
По опубликованным в 2009 году данным исследования блеска Макемаке при помощи телескопа имени Койпера в обсерватории Стюарда период его вращения составляет 7,771 ± 0,003 часа. Этот результат хорошо согласуется с опубликованными в 2010 году результатами анализа блеска Макемаке в 2005—2007 годах, в соответствии с которым период вращения объекта составляет 7,65 часа.
Наклон оси вращения Макемаке неизвестен.

## Химический состав

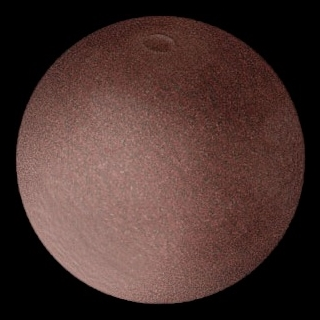
Макемаке в представлении художника

С учётом того, что альбедо Макемаке около 0,7, при нынешнем расстоянии от Солнца равновесная температура на его поверхности составляет около 29 К (−244 °C), а в ближайшей к Солнцу точке орбиты температура может достигать 34 К (−239 °C).
При исследовании Макемаке космическими телескопами «Спитцер» и «Гершель» было обнаружено, что поверхность Макемаке неоднородна. Хотя бо́льшая часть поверхности покрыта метановым снегом и величина альбедо там достигает 0,78—0,90, существуют небольшие участки затемнённого ландшафта, которые покрывают 3—7 % поверхности, где альбедо не превышает 0,02—0,12.
В 2006 году опубликованы результаты анализа спектра Макемаке в диапазоне длин волн 0,35—2,5 мкм посредством телескопов «Уильям Гершель» и «Галилео» в обсерватории Роке-де-лос-Мучачос. Исследователями было установлено, что его поверхность по химическому составу похожа на поверхность Плутона, в частности, ближний инфракрасный спектр отмечен сильными линиями поглощения метана (CH4), а в видимом диапазоне преобладает красный цвет, что, по-видимому, связано с присутствием толинов.
Хотя другое исследование, опубликованное в 2007 году, выявило и существенные различия спектров Макемаке и Плутона, выражающиеся в первую очередь в наличии на Макемаке этана (C2H6), а также в отсутствии азота (N2) и угарного газа (CO). Предположительно, необычно широкие линии метана связаны с тем, что он присутствует на поверхности объекта в форме больших (размером около 1 см) зёрен. Этан, видимо, также образует зёрна, но гораздо более мелкие (около 0,1 мм).
В 2008 году вышло исследование, доказывающее, что, скорее всего, азот на Макемаке есть. Он присутствует в виде примеси в метановом льду, давая небольшие сдвиги в спектре метана. Правда, доля азотного льда несравнимо мала с количеством этого вещества на Плутоне и Тритоне, где он составляет почти 98 % коры. Относительный дефицит азотного льда означает, что запасы азота были каким-то образом исчерпаны за время существования Солнечной системы.
Данные, полученные в 2011 году во время покрытия Макемаке звезды, показывают, что в настоящее время эта планета, в отличие от Плутона, не имеет атмосферы. Давление у поверхности планеты на момент наблюдения не превышает 4—12⋅10−9 атмосферы. Однако присутствие метана и, возможно, азота делает вероятным существование на Макемаке временной атмосферы, похожей на ту, которая появляется у Плутона в перигелии. Азот, в случае его наличия, был бы доминирующим компонентом этой атмосферы. Существование временной атмосферы могло бы дать естественное объяснение дефициту азота на Макемаке: так как притяжение планеты слабее, чем у Плутона, Эриды или Тритона, то большое количество азота, возможно, было унесено планетарным ветром; метан легче, чем азот, и имеет значительно меньшее давление пара при температурах, господствующих на Макемаке (30—35 К), что и препятствует его потере; результат этих процессов — значительно более высокая концентрация метана.
Измерение теплового излучения объекта в диапазоне 18—25 мкм, проведённое 30 января 2023 года посредством инфракрасного спектрографа MIRI космического телескопа «Джеймс Уэбб», выявило, что Макемаке излучает больше энергии, чем получает от Солнца. Это позволяет предположить наличие на карликовой планете геотермальной активности или пылевого облака.
В 2024 году было опубликовано исследование, согласно которому на основе анализа данных изотопного состава метана на поверхности Макемаке был сделан вывод, что он имеет признаки гидротермального происхождения, а значит, в недрах этой планеты сохраняется активность.
Так, измерения отношения дейтерия к обычному водороду (D/H) на поверхности Макемаке показали, что у метана, из которого образовался снег на поверхности данного небесного тела, есть признаки горячего глубинного происхождения. Значения D/H, которые зафиксировал спектрометр NIRSpec космического телескопа JWST, значительно ниже тех, которые характерны для первичного холодного метана протопланетного облака. Они указывают на то, что этот газ образовался при высоких температурах (более 150 градусов Цельсия). Аналогичные изотопные свидетельства ученые получили и для молекулярного азота. Исследователями был сделан вывод: метан и азот образовались в результате глубинных гидротермальных процессов с участием жидкой воды. Если предположить, что ядро Макемаке всё ещё горячее, то под его ледяной поверхностью до сих пор может находиться скрытый океан.

## Спутник
Долгое время на орбите вокруг Макемаке не могли обнаружить ни одного спутника. Было установлено, что у Макемаке нет спутников яркостью более 1 % от яркости планеты и находящихся на угловом расстоянии от неё не ближе 0,4 угловой секунды. Отсутствие спутников отличало Макемаке от других крупных транснептуновых объектов, которые почти все обладают по крайней мере одним спутником: Эрида — одним, Хаумеа — двумя и Плутон — пятью. Считается, что от 10 до 20 % транснептуновых объектов имеют один или несколько спутников.
Поэтому поиски продолжались, и в 2016 году было объявлено об открытии у Макемаке маленького спутника яркостью 0,08 % от яркости карликовой планеты. Он получил обозначение S/2015 (136472) 1, но широкое распространение получило неофициальное название MK 2.